# Bulaotun
Bulaotun (kinesiska: 不老屯) är en köping i Kina. Den ligger i stadsdistriket Miyun i Pekings storstadsområde, i den norra delen av landet, omkring 86 kilometer nordost om stadskärnan. Antalet invånare är 15 810. Befolkningen består av 7 877 kvinnor och 7 933 män. Barn under 15 år utgör 10,0 %, vuxna 15-64 år 71 %, och äldre över 65 år 18,0 %.